# Lupus eritematoso cutáneo
El lupus eritematoso cutáneo es una enfermedad de causa desconocida que se caracteriza por la existencia de fenómenos de autoinmunidad con formación de numerosos anticuerpos que están dirigidos contra antígenos del propio organismo. Si existen manifestaciones generales que afectan a diferentes órganos del cuerpo se llama lupus eritematoso sistémico, en cambio cuando afecta únicamente a la piel se denomina lupus eritematoso cutáneo o discoide.

## Epidemiología
El lupus eritematoso cutáneo afecta principalmente a personas de entre 20 y 40 años, siendo más frecuente en mujeres en una proporción 2:1.

## Cuadro clínico
Las lesiones se manifiestan en la cara y en zonas expuestas a la luz en forma de placas enrojecidas (eritematosas) con descamación y atrofia de la piel, se agrava claramente con la irradiación solar. No es infrecuente la afectación del cuero cabelludo donde puede producirse perdida de pelo de carácter permanente y no recuperable que se designa técnicamente como alopecia cicatricial. Alrededor del 5% de los pacientes acaban por presentar manifestaciones en otros órganos, en cuyo caso el diagnóstico pasa a lupus eritematoso sistémico, que es una entidad de mayor gravedad.